# Хари Кјуел
Хари Кјуел (енгл. Harry Kewell; Сиднеј, 22. септембар 1978) аустралијски је фудбалски тренер и бивши фудбалер.
Професионалну каријеру почео је у Лидс јунајтеду, за који је играо и као омладинац. Након што се истакао у Лидсу, пред почетак сезоне 2003/04. потписао је уговор са Ливерпулом. Током прве три сезоне био је скоро па стандардни првотимац, а потом је доживео неколико озбиљнијих повреда које су га спречиле да наступа. Касније је одиграо три солидне сезоне са Галатасарајем. До краја каријере наступао је још за Мелбурн виктори, Ел Гарафу и Мелбурн харт.
На репрезентативном нивоу, представљао је Аустралију на пет великих такмичења, од којих су два Светска првенства.

## Статистика каријере

### Репрезентативна
| Аустралија | Аустралија | Аустралија |
| Година     | Наступи    | Голови     |
| ---------- | ---------- | ---------- |
| 1996       | 2          | 0          |
| 1997       | 6          | 3          |
| 2000       | 1          | 0          |
| 2001       | 3          | 0          |
| 2003       | 2          | 2          |
| 2004       | 3          | 1          |
| 2005       | 2          | 0          |
| 2006       | 4          | 1          |
| 2007       | 6          | 2          |
| 2008       | 9          | 3          |
| 2009       | 7          | 1          |
| 2010       | 2          | 0          |
| 2011       | 8          | 3          |
| 2012       | 3          | 1          |
| Укупно     | 58         | 17         |

## Трофеји
Ливерпул
- ФА куп: 2005/06.
- УЕФА Лига шампиона: 2004/05.

Галатасарај
- Суперкуп Турске: 2008.